# Victor Scerri
Victor Scerri (ur. 17 lipca 1929, zm. 4 sierpnia 2019) – maltański piłkarz i trener.

## Kariera klubowa
Rozpoczął karierę w 1947 roku w Melita FC, gdzie grał do 1949 roku, kiedy trafił do Sliema Wanderers. W 1961 roku trafił do Floriana FC, jednakże po dwóch meczach wrócił do Wanderers, którego zawodnikiem był do 1963 roku, kiedy z powodu kontuzji zakończył karierę.

## Kariera reprezentacyjna
W reprezentacji Malty zadebiutował 24 lutego 1957 w meczu z Austrią. Łącznie w latach 1957–1960 rozegrał 3 spotkania.

## Kariera trenerska
Po zakończeniu kariery trenował Gżira United, następnie prowadził Msida Saint-Joseph FC, z którym w dwa sezony awansował z trzeciej do pierwszej ligi, a następnie odszedł do Sliema Wanderers, gdzie zastąpił Karma Borga, który został selekcjonerem reprezentacji Malty. W 1973 roku oraz w latach 1978–1983 był selekcjonerem reprezentacji Malty. Później zakończył karierę szkoleniową.

## Życie osobiste
Jego ojciec był sekretarzem Sliema Wanderers w latach 1922–1923 i Malta Football Association w latach 1924–1947.
Zmarł 4 sierpnia 2019.